# Andócides
Andócides (Ανδοκίδης, ca. 440-390 a. C.) fue uno de los primeros oradores áticos, miembro de una antigua familia aristocrática ateniense que se hacía descender del dios Hermes. Fue acusado de haber tomado parte en la mutilación de los hermas en 415 y de haber profanado los misterios de Eleusis. 

## Obra
Sobreviven tres de sus discursos:
- el primero, Sobre su regreso, pronunciado en la ekklesía probablemente en 410 a. C., cuando abogó sin éxito que se suprimiera la limitación de sus derechos;
- el segundo, Sobre los misterios, fue escrito en 399 a. C., cuando, tras la rehabilitación en sus plenos derechos por la amnistía de 403 a. C., se defendió con éxito contra la pretensión de que continuara sujeto a la anterior limitación (el sexto discurso de las obras de Lisias parece que es parte del proceso); es interesante como relato ocular de un suceso curioso en la historia de Atenas.
- El tercer discurso, Sobre la paz, es un discurso político que insta a la paz con Esparta en 390 a. C., el cuarto año de la guerra de Corinto.[cita requerida]